# Extension cyclotomique
En théorie algébrique des nombres, on appelle extension cyclotomique du corps ℚ des nombres rationnels tout corps de rupture d'un polynôme cyclotomique, c'est-à-dire tout corps de la forme ℚ(ζ) où ζ est une racine de l'unité.
Ces corps jouent un rôle crucial, d'une part dans la compréhension de certaines équations diophantiennes : par exemple, l'arithmétique (groupe des classes, notamment) de leur anneau des entiers permet de montrer le dernier théorème de Fermat dans de nombreux cas (voir nombre premier régulier) ; mais aussi, dans la compréhension des extensions algébriques de ℚ, ce qui peut être considéré comme une version abstraite du problème précédent : le théorème de Kronecker-Weber, par exemple, assure que toute extension abélienne est contenue dans une extension cyclotomique. Enfin, la théorie d'Iwasawa permet d'étudier ces extensions cyclotomiques, en ne les considérant plus séparément, mais comme des familles cohérentes.
Les extensions cyclotomiques peuvent aussi être définies pour d'autres corps :
- pour les corps finis, la théorie est essentiellement complète ;
- pour les corps locaux de caractéristique 0, elle est mieux comprise que pour le cas global ;
- pour les corps de fonctions…

## Premières propriétés
Notons n l'ordre de ζ, c'est-à-dire que ζ est une racine primitive n-ième de l'unité, ou encore une racine du polynôme cyclotomique Φn.
- Si n divise m, le n-ième corps cyclotomique ℚ(ζ) est un sous-corps du m-ième.
- L'extension ℚ(ζ)/ℚ est de degré φ(n), où φ désigne la fonction indicatrice d'Euler.
- L'extension cyclotomique est aussi le corps de décomposition du polynôme Φn. Elle est donc galoisienne.
Cela signifie que le plus petit corps contenant une racine du polynôme contient aussi toutes les racines du polynôme. Dire que ce corps est une extension galoisienne signifie deux choses : d'une part, les polynômes minimaux de ce corps n'ont pas de racines multiples (ce qui est toujours vrai pour les extensions sur les nombres rationnels) ; et d'autre part, tous les morphismes de ce corps dans les nombres complexes ont pour image le corps lui-même. Ce sont donc des automorphismes.
- Cette extension est abélienne. En effet, son groupe de Galois (le groupe de ses automorphismes) est abélien, car isomorphe à (ℤ/nℤ)×.

- D'après le théorème de Gauss-Wantzel, cette extension se décompose en une tour d'extensions quadratiques si et seulement si n est de la forme :{\displaystyle n=2^{k}\prod _{i}F_{i},}où les Fi sont des nombres premiers de Fermat distincts (un nombre premier est dit de Fermat s'il est de la forme 2(2k) + 1 pour un certain entier k).
Or un point est constructible si et seulement si l'extension associée vérifie cette propriété. Ce théorème fournit donc en théorie la liste des entiers n pour lesquels le polygone régulier à n sommets est constructible, et permet, pour les « petites »  valeurs de n, de déterminer si n appartient ou pas à cette liste. (Les nombres premiers de Fermat connus sont 3, 5, 17, 257 et 65 537.)
- L'anneau des entiers du corps ℚ(ζ) est l'anneau ℤ[ζ]
- Un nombre premier p est ramifié dans ℚ(ζn) si et seulement s'il divise n, sauf dans le cas p = 2 = (4, n) ; un nombre premier p ≠ 2 est totalement décomposé dans ℚ(ζn) si et seulement si p ≡ 1 mod n[1].
- Le discriminant du corps ℚ(ζ) (ou du polynôme Φn) est : {\displaystyle (-1)^{\varphi (n)/2}{\frac {n^{\varphi (n)}}{\prod _{p{\text{ premier}} \atop {\text{divisant }}n}p^{\varphi (n)/(p-1)}}}} où φ est l'indicatrice d'Euler.
- Le corps ℚ(ζ) est à multiplication complexe : c'est un corps totalement imaginaire, extension quadratique du corps totalement réel ℚ(ζ + ζ−1).
- Lorsque n = p premier impair, le corps ℚ(ζ) contient le corps quadratique ℚ(√(–1)(p–1)/2p). Par exemple pour p = 5,  ℚ(ζ) contient ℚ(√5) et pour p = 3,  ℚ(ζ) contient ℚ(√–3).
- Les corps quadratiques ℚ(√2) et ℚ(√–2) sont contenus dans ℚ(ζ) pour n = 8.

## Quelques questions arithmétiques
On considère le corps ℚ(ζp), pour p un nombre premier. Alors, on peut montrer que l'équation xp + yp = zp n'admet pas de solution (x, y, z) entière non triviale avec xyz premier à p, sous l'hypothèse que p ne divise pas le nombre de classes de ℚ(ζp). Un tel nombre premier est appelé nombre premier régulier. Ceci est souvent appelé premier cas du dernier théorème de Fermat, et a été étudié par Ernst Kummer. Kummer a notamment un critère portant sur les nombres de Bernoulli pour déterminer si un nombre premier est régulier. Il est actuellement connu qu'une infinité de nombres premiers ne sont pas réguliers : en revanche, on ne sait pas s'il en existe une infinité de réguliers.
Plus précisément, on peut se demander pour quelles valeurs de n l'anneau ℤ[ζn] est principal, c'est-à-dire que le nombre de classes est 1. Ceci est connu : les seuls nombres n tels que ℤ[ζn] est principal (ou, ce qui ici est équivalent : factoriel), sont : 1, 3, 4, 5, 7, 8, 9, 11, 12, 13, 15, 16, 17, 19, 20, 21, 24, 25, 27, 28, 32, 33, 35, 36, 40, 44, 45, 48, 60, 84, ainsi que les doubles des n impairs de cette liste puisqu'alors, ℚ(ζ2n) = ℚ(ζn).

## Action de la conjugaison complexe
Le fait que le corps soit CM permet de faire agir Gal(ℚ(ζp)/ℚ(ζp+ζp−1)) ≃ ℤ/2ℤ sur les différents objets arithmétiques liés à ℚ(ζp). En particulier, cela permet (voir représentation des groupes) de définir deux parties dans le nombre de classes : la partie + et la partie –. La conjecture de Vandiver s'énonce alors : « pour tout nombre premier p, p ne divise pas la partie + du nombre de classes ». En particulier, un nombre premier régulier vérifie la conjecture de Vandiver. Sous cette hypothèse, et une hypothèse supplémentaire sur les unités du sous-corps réel ℚ(ζp+ζp−1), on peut montrer le deuxième cas du théorème de Fermat : xp + yp = zp n'admet pas de solutions entières non triviales telles que p ne divise pas xy et p divise z.
La conjecture de Vandiver est à l'heure actuelle encore une conjecture. Elle a été vérifiée numériquement pour p < 227 = 134 217 728.

## Extensions cyclotomiques infinies
Pour chaque corps de nombres et chaque nombre premier p, une tour infinie d'extension peut être considérée : la ℤp-extension cyclotomique. Si {\displaystyle p} est impair, la ℤp-extension cyclotomique de ℚ est la tour d'extensions {\displaystyle \mathbb {B} _{n}}définie via la correspondance de Galois comme la sous-extension fixée par le sous-groupe isomorphe à ℤ/(p–1)ℤ de Gal(ℚ(ζpn)/ℚ) ≃ ℤ/(p–1)ℤ × ℤ/pn–1ℤ. Le corps {\displaystyle \mathbb {B} _{n}}est ainsi une extension galoisienne de ℚ, et même cyclique d'ordre pn ; par définition de la limite projective, la réunion des {\displaystyle \mathbb {B} _{n}}est alors galoisienne sur ℚ de groupe de Galois ℤp, d'où l'appellation.
La ℤp-extension cyclotomique d'un corps de nombres quelconque est obtenue par compositum avec celle-ci.